# Ratpenat nasofoliat d'Aellen
El ratpenat nasofoliat d'Aellen (Hipposideros marisae) és una espècie de ratpenat de la família dels hiposidèrids. Viu a la Costa d'Ivori, Guinea i Libèria. El seu hàbitat natural és el bosc humit tropical tranquil. No hi ha cap amenaça significativa per a la supervivència d'aquesta espècie, tot i que està afectada per la desforestació, l'extracció minera i la pertorbació del seu hàbitat.